# Замуэль, Вольдемар
Вольдемар Замуэль (латыш. Voldemārs Zāmuēls; 22 мая 1872, Дзербене — 16 января 1948, Равенсбург) — латвийский юрист и политический деятель. Премьер-министр Латвии (1924 год). Министр сельского хозяйства Латвии (1921—1922 г.). Министр юстиции Латвии (1924 г.).

## Биография
Окончил Юрьевский университет (1902), с 8 марта 1902 г. практиковал в Риге как присяжный поверенный Примыкал к партии кадетов.
В 1917 г. вошёл в состав Латышского временного национального совета, был избран его председателем.
Восемнадцатого февраля 1918 года германская армия после трехмесячного перерыва возобновляет военные действия на Восточном фронте. Большевики — так называемая Республика Исколата — отступают и из рядов интеллигенции, состоятельных латышей и местных немцев берут сотни заложников, которых вывозят в Россию, чтобы застраховаться от возможных германских репрессий.

Среди тех, кого большевики берут в заложники, и Замуэль — в тот момент председатель совета. Сперва большевики арестовывают его 15 февраля, но Валкский революционный трибунал освобождает Замуэля под залог. Четыре дня спустя, когда уже начинается атака германской армии, большевики арестовывают Замуэля снова.
«Ночью около 3 утра меня разбудили сильные удары кулаками в дверь на лестницу, которая вела к моей квартире на верхнем этаже. Убедившись, что незваные гости — не русские солдаты, а свои, я тщательно спрятал револьвер, который подготовил для самозащиты, и пошел открывать дверь «гостям» — милиционерам власти Советов... Перевернув комнаты, милиционеры мне сообщили, что я арестован, и посоветовали взять с собой постельное белье, поскольку я «так уж скоро домой не вернусь». Меня отвезли в помещения бывшего Земского совета, где я долгое время работал товарищем председателя правления. Там я встретил множество заложников из Валки, Цесиса и окрестностей, латышей и немцев, которые мне почти все, некоторые хотя бы по имени, были знакомы...

На второй день, после бессонной ночи, всех заложников, в том числе и валмиерцев, которые ночь провели в других помещениях, отвели в местную церковь св. Иоанна, где нас зарегистрировали — было более 200 человек — выстроили в ряды, и в сопровождении латышских стрелков провели через город на железнодорожную станцию».
Когда заключенных привезли во Псков, Замуэль бежал и вернулся в Валку, к тому моменту уже оккупированную германцами.
Позже Замуэль вошёл в Народный совет Латвии. В 1919 г. вошёл в Сенат Латвии, был избран одним из первых шести сенаторов и председателем Высшего военного суда, затем стал первым генеральным прокурором Латвии. В 1920 г. был избран в Учредительное собрание.
Один из подписантов Меморандума Центрального Совета Латвии от 17 марта 1944 года.
Замуэль был награждён Орденом трех звезд, но от ордена отказался.